# Namenilnik
Namenílnik (supín) je neosebna glagolska oblika, ki se konča na ‐t (vstat, sedet, prit) ali na ‐č (teč, peč). Namenilnik v knjižni slovenščini poznajo tako dovršni kot nedovršni glagoli. V narečjih namenilnik poznajo le nedovršni glagoli; v preteklosti je to veljalo tudi za knjižni jezik.
Namenilnik je v zapisu (ne pa vedno nujno tudi v izgovoru) enak kratkemu nedoločniku, vendar pa gre za dve različni glagolski obliki.

## Raba

### Ob glagolih premikanja
Najpogostejša raba namenilnika je ob glagolih premikanja. V teh primerih imata glagol premikanja in glagol namenilnika isti vršilec dejanja. Glagol premikanja je lahko tudi izpuščen, kadar je očiten iz sobesedila, na primer Moram jest (namesto Moram iti jesti).

### Izražanje cilja drugih dejanj
Uporablja se tudi, ko je izražen nek cilj še nekega drugega dejanja oziroma dejanj. Primera takih glagolov sta dati in poslati. Na primer Starši so dali sina študirat. — Poslal me je očistit sobo. Nekakšno premikanje, četudi implicitno, je pri teh glagolih še vedno prisotno. Tu glagol premikanja in glagol namenilnika nimata istega vršilca dejanja. V prvem stavku so vršilci dejanja glagola dati starši, namenilnik študirat pa se nanaša na sina in ne na starše. V drugem stavku pa je vršilec dejanja glagola namenilnika »jaz«, prva oseba ednine, torej tisti, ki očisti sobo, vršilec glagola premikanja pa je »on«, tretja oseba ednine, tisti, ki je poslal.

### V čustveno poudarjenih vprašanjih
Namenilnik lahko uporabimo tudi, če podamo čustveno poudarjeno vprašanje, a se v teh vprašanjih pogosto pojavi tudi glagol premikanja v prenesenem pomenu, npr. Kaj še nisi šla spat?

### Nepravilna raba
Namesto namenilnika se je nekoč za dovršne glagole rabil nedoločnik (ali prihodnjik), kar se danes še vedno pojavlja v pogovornem jeziku, v knjižnem govoru pa ni več ustezno. Za primer vzemimo stavek Šla je prelopatati še drugi del vrta. Po sodobni knjižni normi pa ta raba ni več utemeljena in se na tem mestu ob glagolu premikanja uporablja namenilnik, torej Šla je prelopatat vrt.'
V pogovornem jeziku pogosto prihaja do redukcije, tudi do redukcije nedoločnika oziroma do izpada nenaglašenega i, ne samo v glagolih, temveč tudi v samostalnikih tipa palica in ogrlica (v pogovornem jeziku pal'ca in ogrl'ca). Zaradi vpliva pogovornega jezika nismo več prepričani, ali je namenilnik slovnično ustrezen, zato naredimo hiperkorekcijo in rečemo na primer Grem brati. V knjižni slovenščini bi se ta stavek glasil Grem brat. Še večji problem pa predstavljajo glagoli namenilnika na ‐č. Tu pogosto prihaja do še večjih napak, ko namesto Grem teč, pogovorno uporabimo Grem tečt ali celo Grem tečti. 

## Hotenje in namen
Ni enako, če rečemo Taborniki so hoteli taboriti, a smo jih skavti prehiteli. ali Taborniki so hoteli iti taborit, a smo jih skavti prehiteli. V prvem primeru izražamo neko hotenje, nismo se še odpravili, ni premikanja, zato to ni namera, temveč le želja in uporabljen je nedoločnik na -ti, v drugem primeru pa z glagolom iti izražamo premikanje, resno namero, namen, da bomo šli taborit, zato je uporabljen namenilnik na ‐t.